# Hélène Hamburger
Helen Augusta (Hélène) Hamburger (Newington, 10 september 1836 – Amsterdam, 9 januari 1919) was een Nederlands schilder.

## Leven en werk
Hamburger werd geboren in Engeland als dochter van het kunstenaarsechtpaar Johan Coenraad Hamburger (1809-na 1871) en Eleonora Elisabeth Fairbairn (1809-1858). Haar vader, afkomstig uit Duitsland, was hofschilder van de Engelse koning Willem IV. Kort na haar geboorte vestigde het gezin zich in Amsterdam. Hamburger schilderde en tekende stillevens met bloemen en vruchten. Ze nam deel aan tentoonstellingen van Levende Meesters in onder andere Amsterdam, Groningen en Den Haag. Haar werk werd positief ontvangen.
In 1865 trouwde ze in Amsterdam met de Franse schilder Augustin Taurel (1828-1879). Ze vestigde zich vervolgens met haar vader en echtgenoot in Brussel. Na Taurels overlijden verhuisde ze weer naar Amsterdam. De schilderes overleed daar in 1919, op 83-jarige leeftijd.

## Werken (selectie)

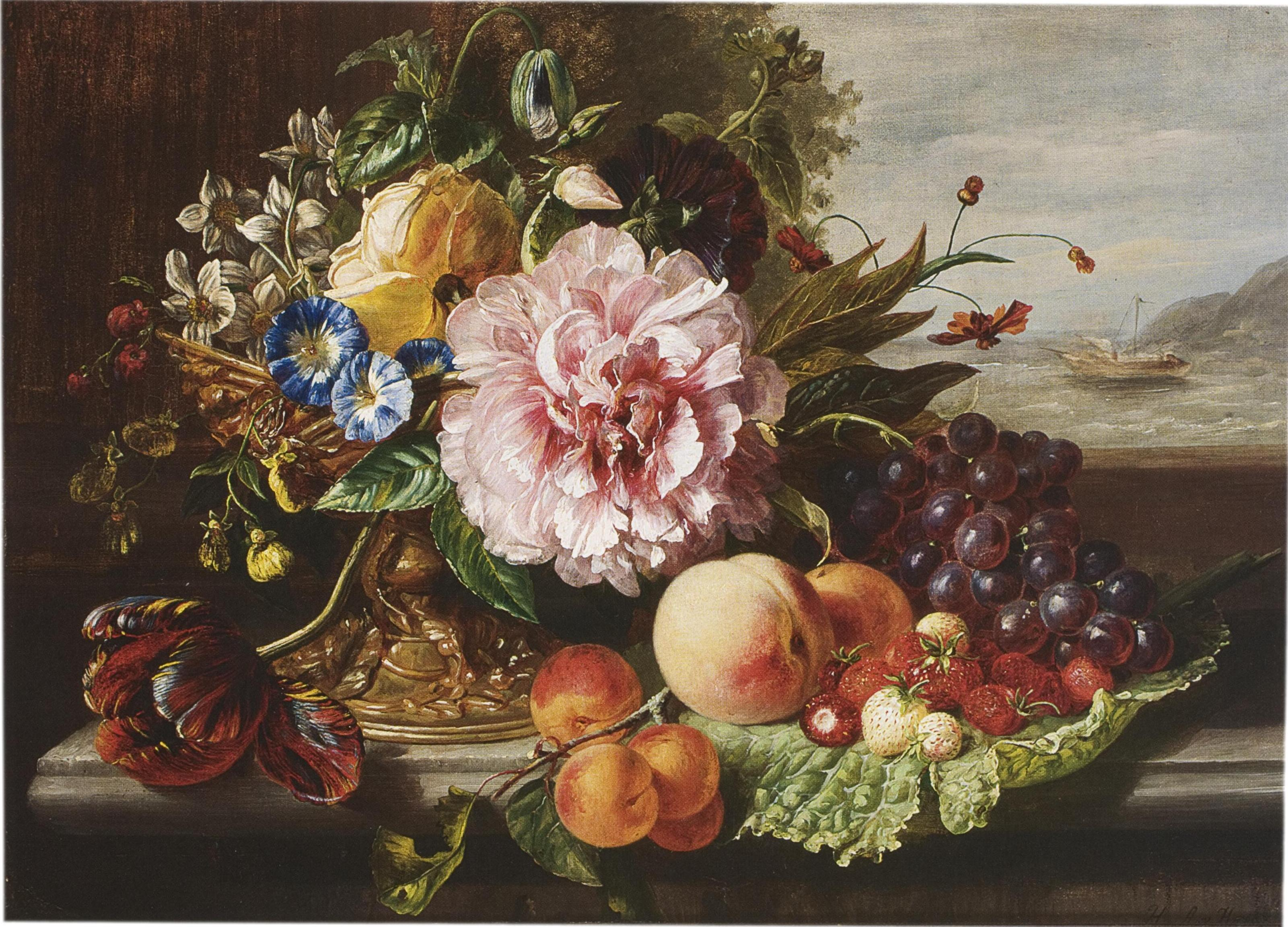
Stilleven met bloemen en fruit (1862)
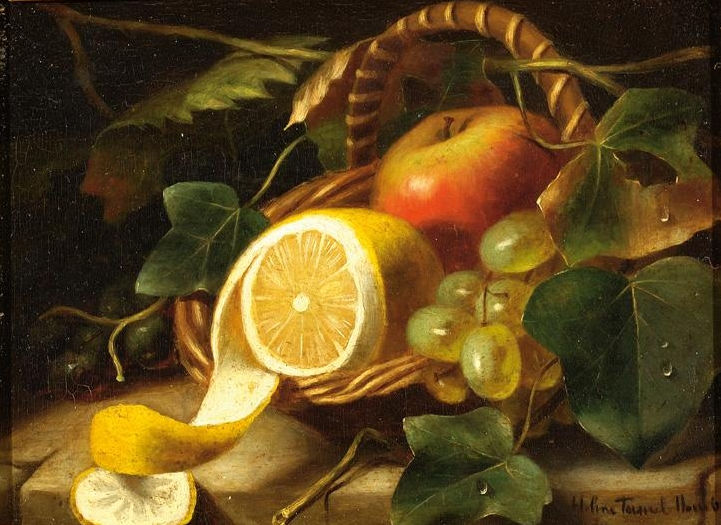
Fruitstilleven (na 1865)